# 정원영
정원영(1960년 5월 27일 ~ )은 대한민국의 대중 음악가이다.

## 학력
- 보성고등학교 졸업
- 버클리 음악 대학 학사 졸업

## 앨범

### 정규 음반
- 1집 《가버린 날들》(1993년)
- 2집 《Mr.Moonlight》(1995년)
- 3집 《Young Mi Robinson》(1998년)
- 4집 《Are You Happy?》(2003년)
- 5집 《정원영》(2010년)
- 6집 《걸음걸이 주의보》(2012년)
- 7집 《사람》(2015년)

### 영화 음악
- 1992년 영화 《숲속의 방》 음악부문
- 1995년 영화 《무소의 뿔처럼 혼자서 가라》 음악부문
- 1997년 영화 《불새》 음악부문
- 2000년 영화 《컷 런스 딥》 음악부문 (달파란과 공동 작업)
- 2003년 영화 《맛있는 섹스 그리고 사랑》 음악부문
- 2006년 영화 《사랑하니까, 괜찮아》 음악부문
- 2009년 영화 《지금, 이대로가 좋아요》 음악부문

## 기타
- 총체연극 《영고》 음악 제작

## 음반 외 활동

### TV
- Mnet 《사운드플렉스》 (진행, 2011년)
- KBS2 《TOP 밴드》 (코치로 출연, 2011년)
- KBS2 《TOP 밴드 2》 (코치로 출연, 2012년)
- KBS1 《문화 책갈피》 (진행, 2013년 ~ 2014년)

### 라디오
- KBS 2FM 《음악세계》 (진행자, 1996년 ~ 1999년)